# Nikołaj Palgunow
Nikołaj Grigorjewicz Palgunow (ros. Николай Григорьевич Пальгунов, ur. 1898 we wsi Dubrowki w guberni jarosławskiej, zm. 16 czerwca 1971 w Moskwie) – radziecki dziennikarz i działacz partyjny.

## Życiorys
Od 1919 należał do RKP(b), 1919-1920 redagował gazetę „Siewiernyj Raboczyj” w Jarosławiu i pismo „Nasz Trud” w Kursku, 1925 ukończył Jarosławski Instytut Nauczycielski. Od czerwca 1926 do września 1929 redagował gazetę „Kurskaja Prawda”, 1929-1940 pracował w Agencji Telegraficznej ZSRR przy Radzie Komisarzy Ludowych ZSRR, 1940-1943 kierował Wydziałem Prasy Ludowego Komisariatu Spraw Zagranicznych ZSRR, od 19 czerwca 1943 do sierpnia 1960 był kierownikiem odpowiedzialnym/dyrektorem generalnym Agencji TASS. Od 25 lutego 1956 do 17 października 1961 był członkiem Centralnej Komisji Rewizyjnej KPZR, 1956-1959 przewodniczącym Biura Organizacyjnego Związku Dziennikarzy ZSRR, a 1959-1966 sekretarzem Zarządu Związku Dziennikarzy ZSRR, 1960 przeszedł na emeryturę. 27 lipca 1940 został odznaczony Orderem Znak Honoru.